# Bígl
Bígl je plemeno psa původem z Velké Británie, je to nejmenší a nejstarší honič. Jeho původ sahá až do doby starověkého Řecka (430 př. n. l.). Byl dovezen do Anglie Normany ze Skandinávie – jejich psi zvaní „northerhounds“, byli dále kříženi s greyhoundy, od kterých pravděpodobně získali rychlost a vytrvalost.
Bígl samotný vznikl asi ve 14. století. Je nejspíš potomkem staroanglických honičů a harierů. Od roku 1300 existují malí honiči, kteří doprovázeli pěší lovce, většinou při lovu králíků, avšak název bígl se objevil až v roce 1475.
Název beagle je patrně odvozen od staroanglického slova „begle“, nebo od keltského výrazu „beag“ či od starofrancouzského slova „beigh“. Všechny tři výrazy odpovídají pojmu „malý“. Byl oblíbeným loveckým psem i v královské rodině, chovala je Alžběta I., Vilém III. Oranžský a Jiří IV. Bígl byl vždy používán k lovu ve smečkách. Organizovaný chov tohoto plemene začal ke konci 19. století, klub chovatelů byl v Anglii založen v roce 1890 a o několik let později se toto plemeno dostalo do USA. Do bývalého Československa se dostal v roce 1965, a dnes je chován spíše jako společník než jako lovecký pes.
Je to nezávislý pes, má sklon k toulání, je však také velmi oblíbený a příjemný společník, má totiž přítulnou povahu a má rád i děti. Dobře snáší teplo i chlad a je snášenlivý k jiným psům.

## Tělesná stavba
Hlava psa má mírně vyklenutou mozkovnu a dlouhé převislé uši. Při narození je čenich růžový, postupně tmavne. Horní pysk bígla je výrazný a převislý. Oči jsou poměrně velké, mají tmavohnědou nebo oříškovou barvu. Uši má bígl nízko nasazené, převislé, dlouhé, překlopené dopředu a předním okrajem přiléhají těsně k líci. Ucho má být tak dlouhé, aby dosahovalo ke špičce čenichu. Nasazení ucha, vnější koutek oka a horní část čenichu mají být v jedné linii.
Tělo je porostlé krátkou hrubou srstí. Hrudník je klenutý s dobře klenutými žebry. Zadní nohy jsou silné, dobře přizpůsobené ke skoku, tlapky mají odolné polštářky, jsou poněkud strmé, avšak kompaktní. Srst je krátká, hustá a přilehlá, s hustou a jemnou podsadou. Srst má zajistit dobrou odolnost proti nepřízni počasí. Zbarvení je povoleno jakékoli uznané pro honiče, s výjimkou játrově hnědé barvy (barva vařených jater). Bígl se vyskytuje nejčastěji ve zbarvení tricolor v kombinaci černé, hnědé a bílé barvy a bicolor, což bývá kombinace hnědé a bílé barvy s dalšími variantami odstínů hnědé: lemon and white, či red and white. Trikolorní bígl se rodí černobílý s tím, že černá místa na hlavě a na končetinách začínají postupně hnědnout. Bikolorní bíglové se rodí celí bílí a časem srst na hlavě a trupu zhnědne. Srst bígla může být i melírovaná (harepied) a vzácně se vyskytuje zbarvení blue mottled, což je zbarvení modře skvrnité. Ať už je zbarvení bígla jakékoli, špička ocasu by měla vždy být bílá. Výška by měla být ideální od 33 cm do 40 cm v kohoutku.

## Povahové vlastnosti
Bígl je přirozeně veselý, inteligentní, aktivní, učenlivý a činorodý pes s příznačně dobrotivou a mírnou povahou. Povaha je milá, přátelská k lidem i psům, bez agresivity či bázlivosti. Výborně zastane roli domácího společníka a kamaráda pro děti, naopak jeho hlídací schopnosti končí vítáním nově příchozího, v lepším případě nedůvěřivým, nejčastěji však radostným štěkotem. Je to pes mimořádně nekonfliktní, což plyne z jeho smečkového původu – jinak tomu ani být nemohlo. Psi spolu byli 24 hodin denně a museli se výborně snášet s ostatními. Nesnášenliví nebo dokonce agresívní jedinci neměli ve smečce místo. Touto selekcí a následnou plemenitbou se tato žádoucí vlastnost u bígla upevnila a je dnes pro toto plemeno typická. Bígl bude vděčný za každou společnost, čím větší, tím lepší. Bohužel z toho pramení i některé problémy, jimiž je bígl také známý. Jakmile je odsouzený k životu o samotě v kotci nebo na zahradě, začne upoutávat pozornost a krátí si dlouhou chvíli po svém. Hlasitým štěkáním, ničením, útěky. Většinou proto, že člověk nevzal v úvahu právě jeho smečkové založení a nechal ho o samotě. Lidé, kteří si to ale uvědomí a bíglovi vytvoří jeho „náhradní“ smečku, s ním nemají nejmenší problém. S tím souvisí i způsob ustájení. Bígl je odolný a díky husté podsadě by snesl ustájení venku v kotci s vyteplenou boudou. Psychicky tam ale sám bude strádat. Venku by měl bígl být vždy nejméně ve dvou. Dobře vychovaný bígl s ujasněnou pozicí v hierarchii „náhradní smečky“ (rodiny), může bez problémů žít v bytě jakékoliv velikosti.
Bígl je přirozeně učenlivý a většinou pracuje a cvičí s radostí. Nevyhovují mu úplně metody „cvičáků“, zavedené většinou k výcviku služebních psů. Nemá rád dril a mnohačetné opakování cviků poslušnosti, více s ním svedete prostřednictvím hry a motivací pamlskem.
Je nutné si uvědomit, že bígl je loveckým psem, po staletí chovaným pro práci honiče. Ve volné přírodě proto od něj nemůžeme očekávat bezmeznou poslušnost ovčáckého psa. Dostane-li se na čerstvou stopu zvěře, pravděpodobně zapomene na své dobré vychování a veškeré snahy o přivolání či pronásledování psa jsou většinou odsouzeny k neúspěchu. Jakmile ale zjistí, že jste se vzdálili, hned za vámi přiběhne. Pokud je to ovšem ještě štěně, nedoporučuje se ho venčit bez vodítka, neboť se stává, že se zatoulá. Když je bígl dospělý a vycvičený, nemusíte se tohoto problému obávat. V jiných podmínkách a disciplínách může naopak předčit ostatní „poslušnější“ plemena. O loveckých schopnostech bígla není pochyb. S radostí zvládá všechny úkoly odpovídající náplni práce honiče, na stopě je excelentní.
Bígl je tvor temperamentní, vyžadující pohyb a zaměstnání. Od malička je důležité je cvičit v přivolávání. Pokud narazí na stopu, je problém jej odvolat a nezřídka mizí i na celé hodiny.

Bíglové
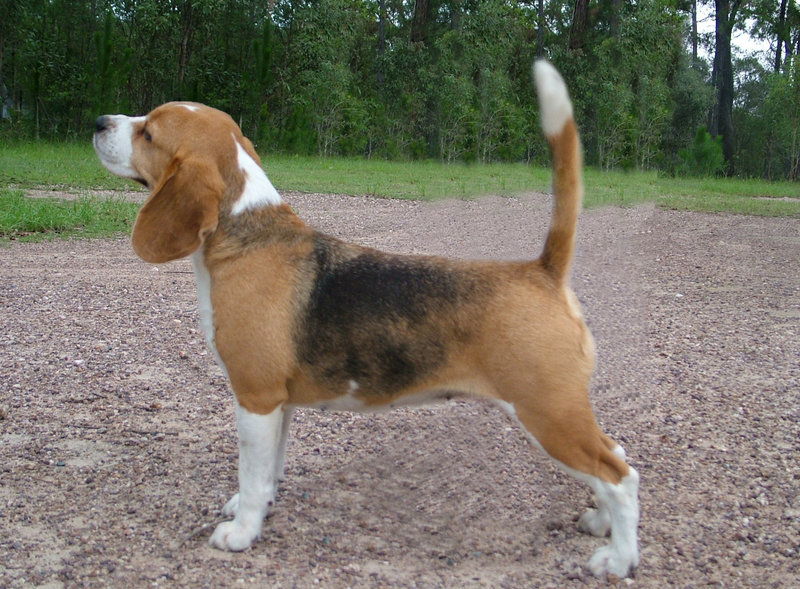
Bígl
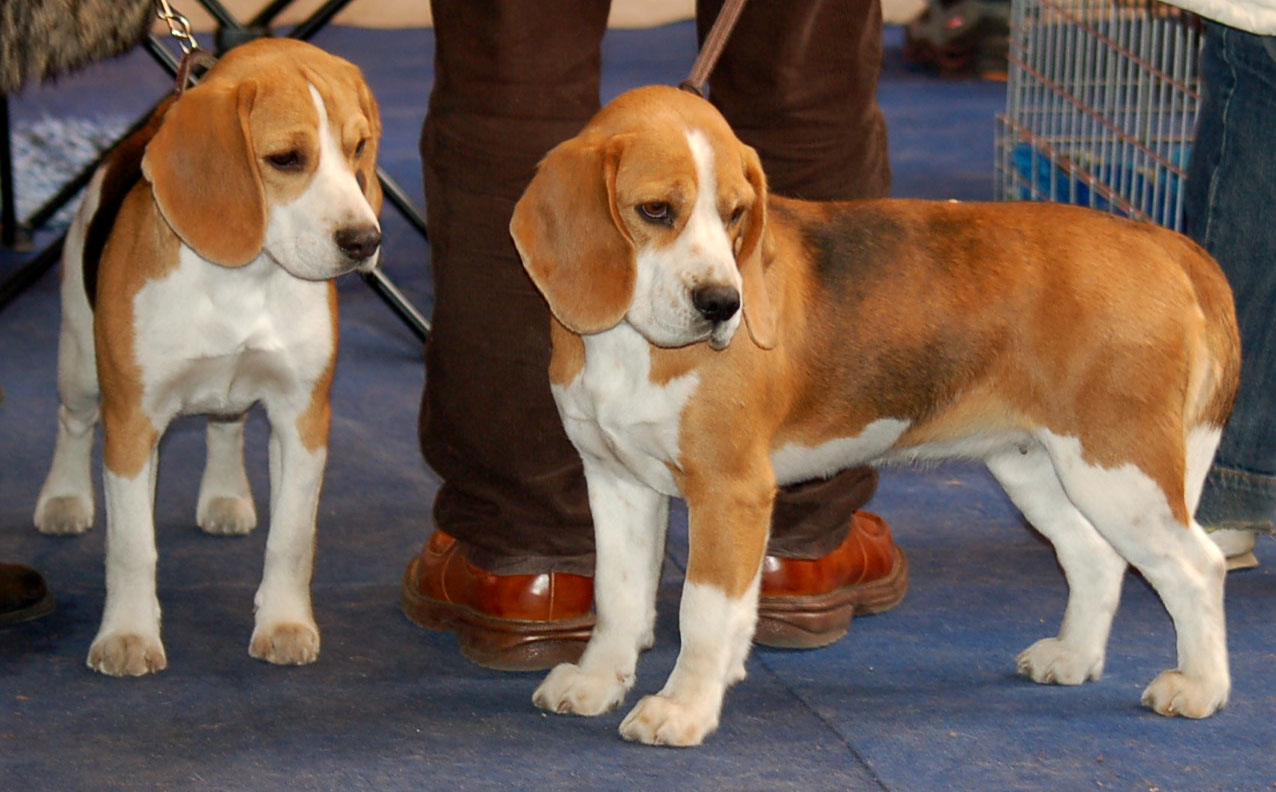
Dva bíglové
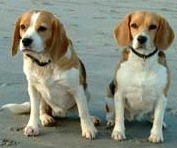
Bíglové
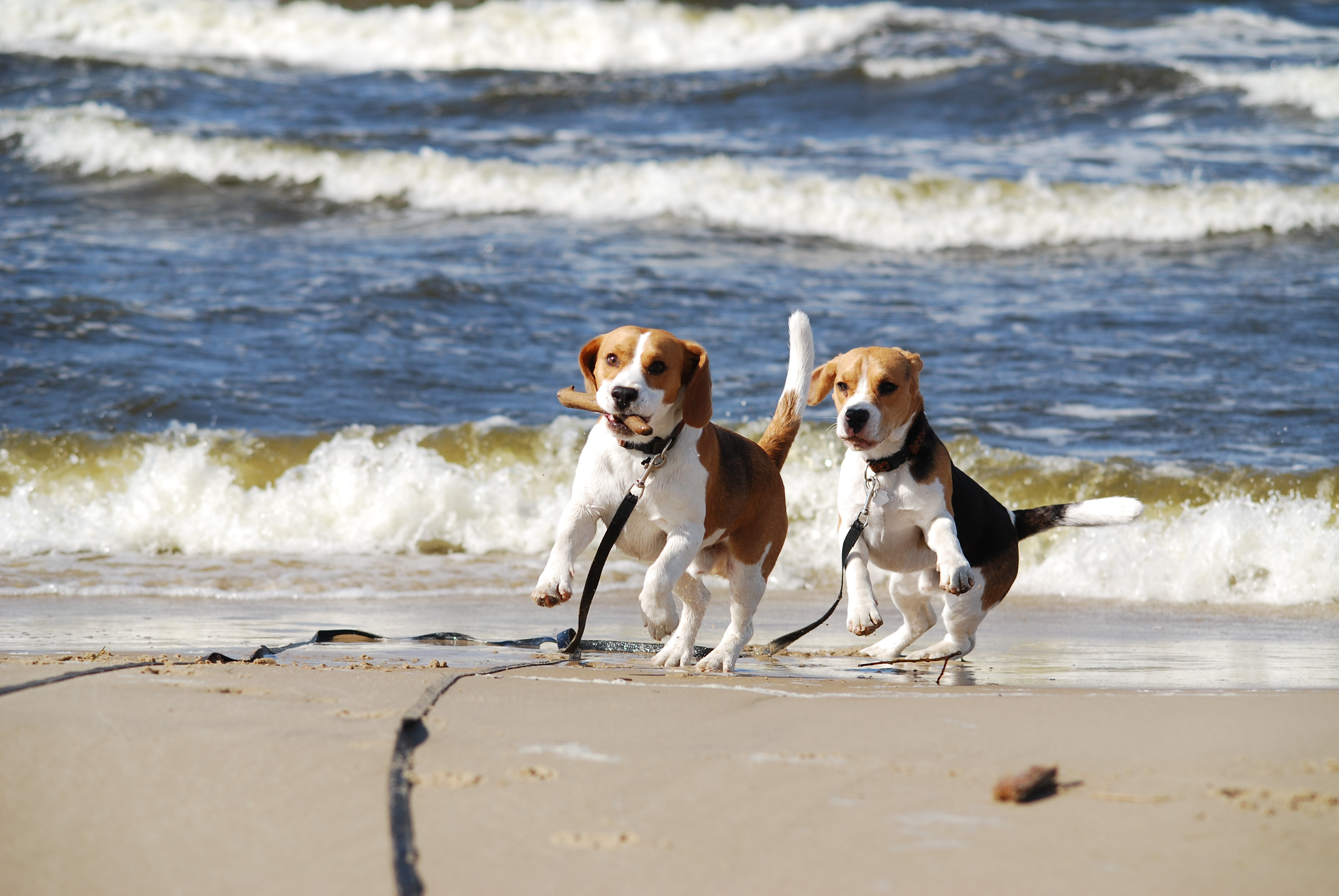
Bíglové u moře
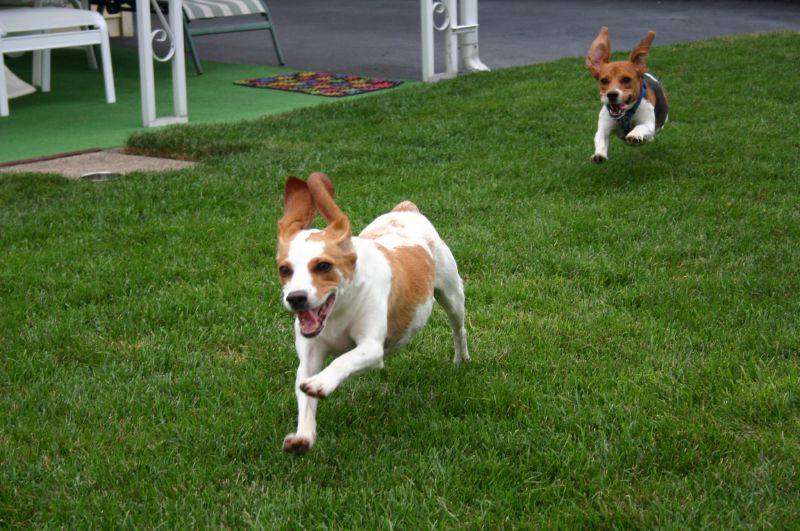
Dva Bíglové
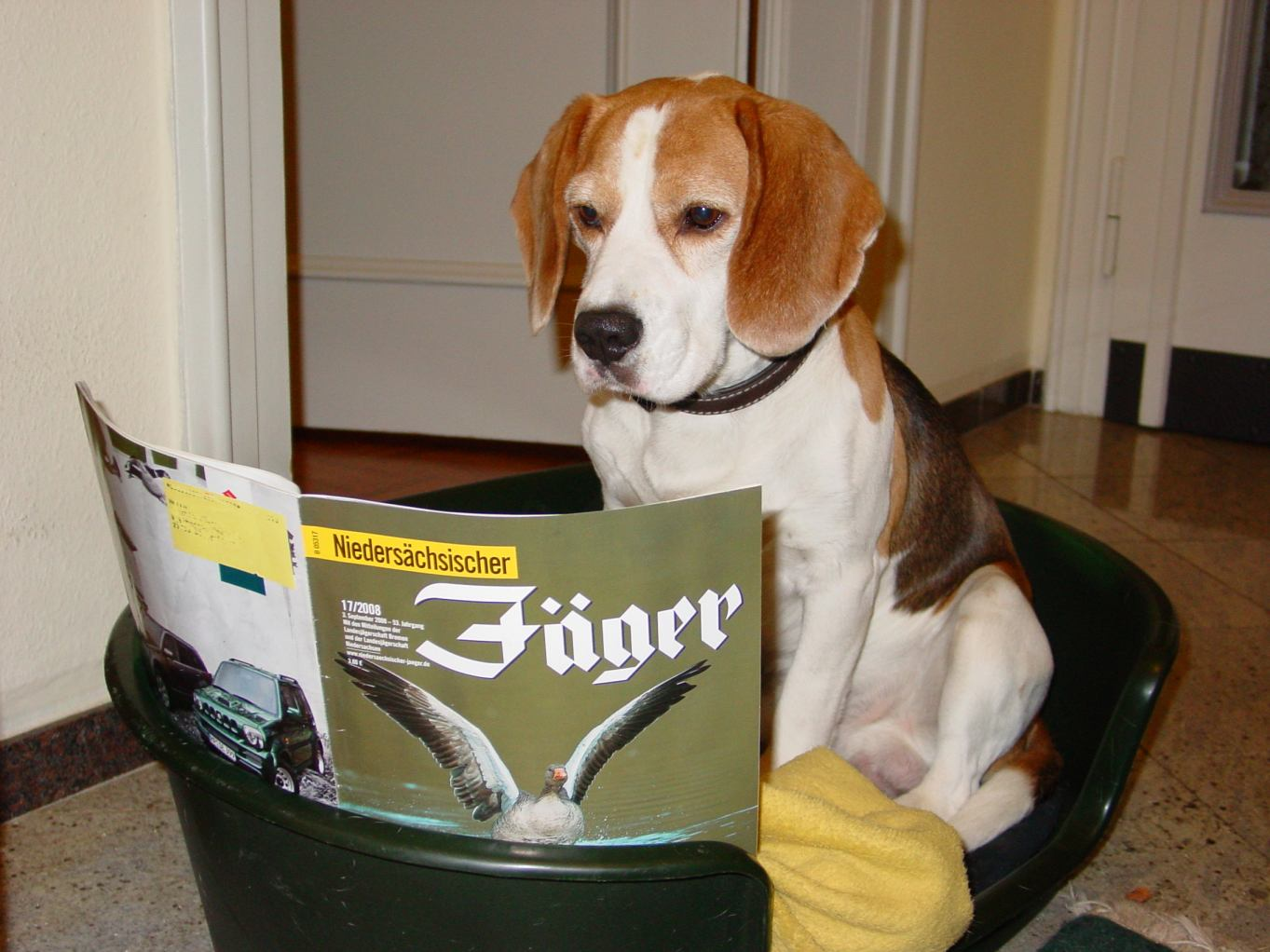
Bígl na pelíšku
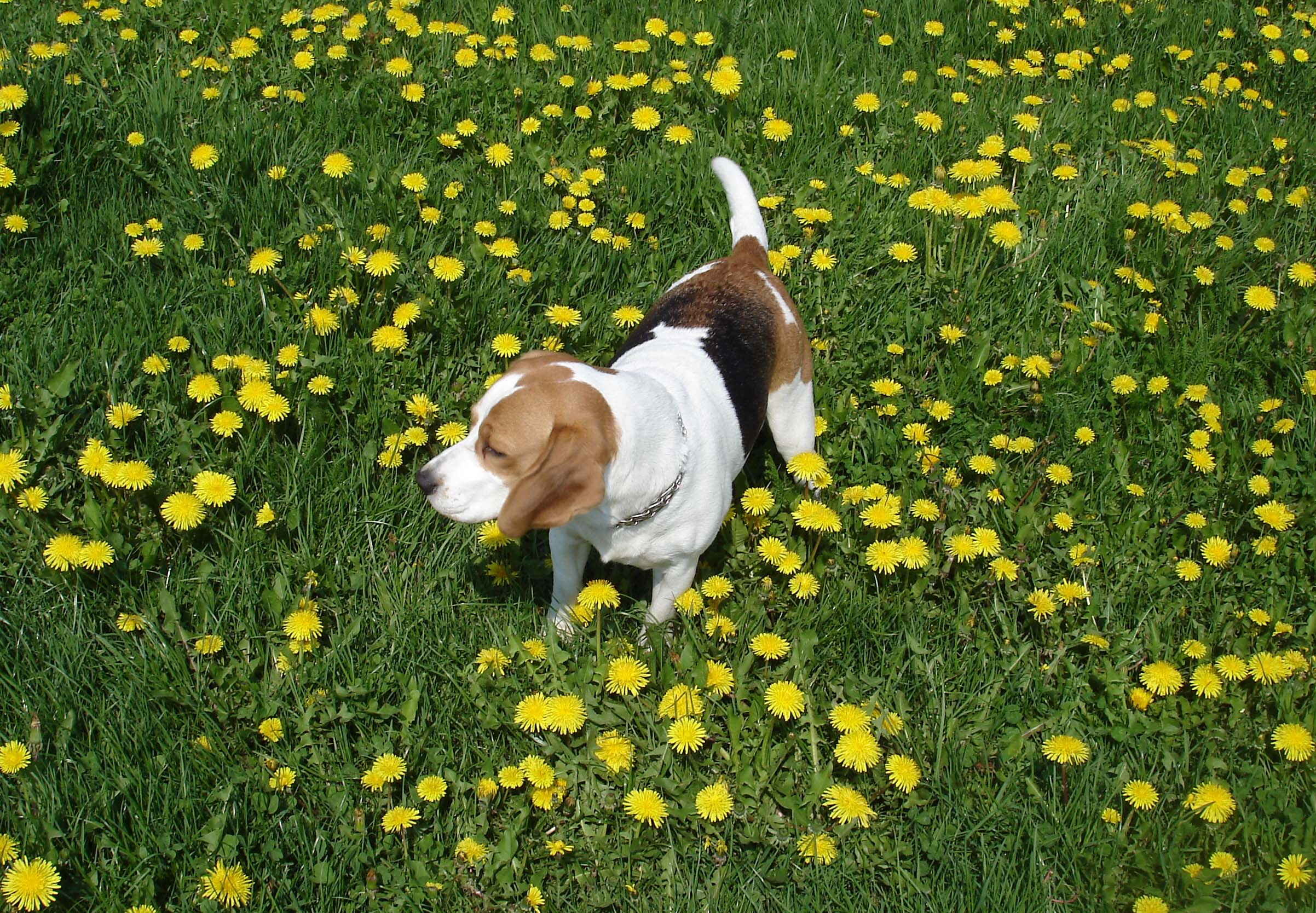
Bígl v pampeliškách
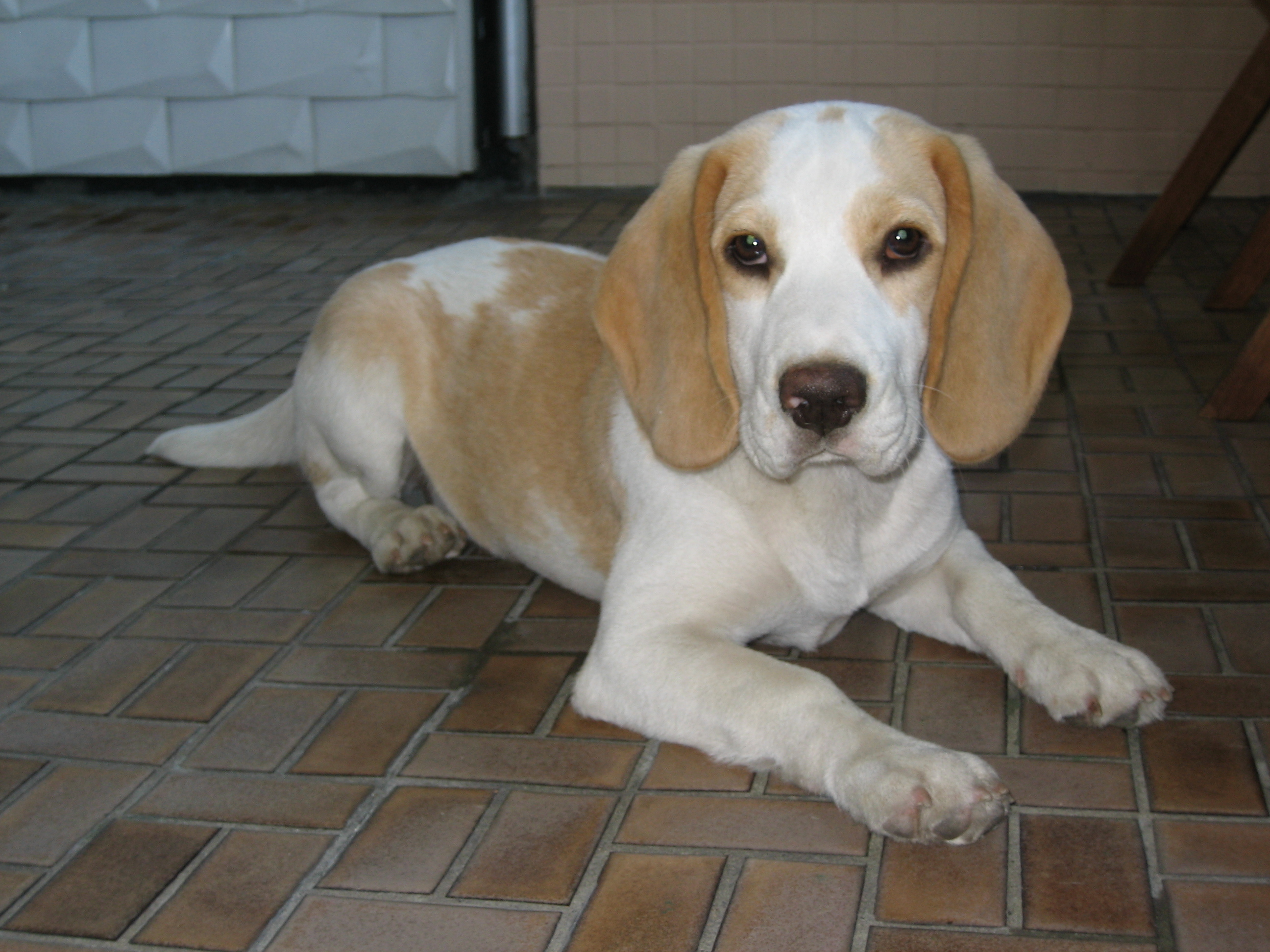
Bígl v domě